# Философов Завод
Фило́софов Заво́д — деревня в Карачевском районе Брянской области России. Входит в состав Мылинского сельского поселения.

## География
Деревня находится в восточной части Брянской области, в зоне хвойно-широколиственных лесов, на правом берегу реки Велимья, на расстоянии примерно 18 км (по прямой) к северо-западу от города Карачев, административного центра района. Абсолютная высота — 180 м над уровнем моря. Через деревню проходит автодорога, соединяющая деревню Бабинка и посёлок Воскресенский.

### Климат
Климат умеренно континентальный с теплым летом и умеренно морозной зимой. Годовое количество осадков — 500—600 мм. Средняя температура января составляет −8,6 °C, июля — +18,6 °C.

### Часовой пояс
Деревня Философов Завод, как и вся Брянская область, находится в часовой зоне МСК (московское время). Смещение применяемого времени относительно UTC составляет +3:00.

## История
В километре к югу от деревни проходит железная дорога Брянск — Карачев. Во время Великой Отечественной войны на этом участке активно действовала партизанская бригада имени Д. Е. Кравцова под командованием Михаила Ильича Дуки. Деревня была отбита у немецких войск советской 197-й стрелковой дивизией в конце августа 1943 года.

## Население
| 2010 | 2013 |
| ---- | ---- |
| 0    | →0   |

## Улицы
Уличная сеть деревни состоит из одной улицы (ул. Речная).